# بخش سافینسکی
بخش سافینسکی (به لاتین: Savinsky District) یک منطقهٔ مسکونی در روسیه است که در استان ایوانوف واقع شده‌است.